# Paul Ramadier

Paul Ramadier (La Rochelle, 1888. március 17. – Rodez, 1961. október 14.) francia jogász, politikus, a  Negyedik Francia Köztársaság 1. miniszterelnöke.

## Pályafutása
Toulouse-ban és Párizsban járt egyetemre, római jogból doktorált. 1904-ben Jean Jaurès hatására csatlakozott a szocialista mozgalomhoz és 1905-ben társalapítója volt Aveyronban a Nemzetközi Munkáspárt Francia Szekciójának (SFIO), a Francia Szocialista Párt elődjének. Szabadkőműves lett 1913-ban a rodez-i páholyban. 
Az első világháborúban súlyosan megsebesült. 1916-ban Albert Thomas fegyverkezési miniszter kabinetjébe hívták, és az akkor még szocialista L’Humanité napilapban vezette a külpolitikai rovatot. 1919-ben Decazeville polgármesterévé választották, és hivatalát szinte haláláig megőrizte. Igazgatása alatt iskolák épültek a városban, csatornahálózat készült, karbantartották a vízvezetékeket, a kórházat fejlesztették. Ramadier olyan szocializmust képzelt el, amelyben megtalálhatók az erkölcsi és humanista értékek. 1928-ban Aveyron szocialista képviselőjévé választották.
1932-ben kilépett az SFIO-ból a pártvezetőség hatalmi harca miatt. 1936-ban csatlakozott az Union socialiste républicaine párthoz. Léon Blum kormányában az energiaügyért felelős helyettes államtitkár, majd Camille Chautemps kormányában a közmunkaügyi államtitkár helyettes. 1938 augusztusától Édouard Daladier kormányában állt a munkaügyi minisztérium élén. 
1940 júliusában nem szavazott Henri Philippe Pétain teljhatalmára Vichyben, és később csatlakozott a ellenállási mozgalomhoz. 1942 és 1944 között bújtatta a Sorbonne zsidó jogászprofesszorát, a modern francia jogszociológia atyjának tartott Henri Lévy-Bruhlt, valamint feleségét, lányát és anyósát. A német megszállás alatt pszichológiailag és anyagilag is segítette számos zsidó barátját, többek között Léon Blumot is. A Világ Igaza kitüntetésben részesült posztumusz Jad Vasemben, 1985. január 17-én.
A felszabadulás után Charles de Gaulle kormányában volt közbeszerzési és ellátási miniszter 1944 novemberétől 1945 májusáig.  
1946. december 16. és 1947. január 22. között igazságügyi miniszter Léon Blum kormányában. Vincent Auriol elnöksége alatt kormányt alakított. 1948/49-ben Henri Queuille kormányában nemzetvédelmi miniszter, 1956/57-ben Guy Mollet kormányában a gazdasági és pénzügyekért felelős miniszter. 1948-ban részt vett a Hágai kongresszuson.

## Kapcsolódó szócikk
- Franciaország miniszterelnökeinek listája